# Rosalia (Kansas)
Rosalia es un lugar designado por el censo ubicado en el condado de Butler  en el estado estadounidense de Kansas. En el año 2010 tenía una población de 171 habitantes.

## Geografía
Rosalia se encuentra ubicado en las coordenadas 37°48′56.7″N 96°37′11.51″O / 37.815750, -96.6198639 (37.815751° -96.619864°).